# Landgericht Eltmann
Das Landgericht Eltmann war ein von 1819 bis 1879 bestehendes bayerisches Landgericht älterer Ordnung mit Sitz in Eltmann im heutigen Landkreis Haßberge. Die Landgerichte waren im Königreich Bayern Gerichts- und Verwaltungsbehörden, die 1862 in administrativer Hinsicht von den Bezirksämtern und 1879 in juristischer Hinsicht von den Amtsgerichten abgelöst wurden.

## Geschichte
Bereits 1804 wurde im Verlauf der Verwaltungsneugliederung Bayerns das Landgericht Eltmann errichtet. 1806 bis 1814 war es dann ein Landgericht im Großherzogtum Würzburg. Dieses kam zum Untermainkreis, dem Vorläufer des späteren Regierungsbezirks Unterfranken. 1819 wurde das bayerische Landgericht älterer Ordnung mit Sitz in Eltmann wieder errichtet.
Anlässlich der Einführung des Gerichtsverfassungsgesetzes am 1. Oktober 1879 errichtete man das Amtsgericht Eltmann, dessen Sprengel deckungsgleich mit dem vorherigen Landgerichtsbezirk Eltmann war und somit aus den Gemeinden Bischofsheim, Dankenfeld, Dippach, Ebelsbach, Eltmann, Eschenbach, Falsbrunn, Fatschenbrunn, Fürnbach, Gleisenau, Karbach, Kirchaich, Knetzgau, Lembach, Limbach, Neuschleichach, Oberschleichach, Obersteinbach, Prölsdorf, Roßstadt, Sand am Main, Schmachtenberg, Schönbach, Schönbrunn, Steinbach, Stettfeld, Theinheim, Tretzendorf, Trossenfurt, Unterschleichach, Untersteinbach, Weisbrunn, Zeil am Main, Zell am Ebersberg und Ziegelanger bestand.